# MAKI OHGURO BEST OF BEST〜All Singles Collection〜
『MAKI OHGURO BEST OF BEST〜All Singles Collection〜』（マキ・オオグロ・ベスト・オブ・ベスト オール・シングルス・コレクション）は、 1999年12月31日にB-Gram RECORDSから発売された大黒摩季の公認ベスト・アルバム。規格品番はJBCJ-1028/1029。

## 解説
- 1995年に発売された『BACK BEATs ＃1』以来となる2枚目のベスト・アルバムで2枚組。それまでに発売したシングル曲が発売順に並んでおり、後半にライブ音源が収録されている。
- また、特に表記はないが再ミックスが行われたと思われるトラックがある（Disc 1 02,03,04,05,06, Disc 2 01など）。
- ビーイング在籍時、最後の公認オールタイム・ベスト・アルバムでもあり、これ以降、非公認ベストが多数発売されるようになる。17年後の2016年に完全復帰をし、同所属事務所にもカムバックを果たした。それらを記念し、同年11月に5年半ぶりの作品となる『Greatest Hits 1991-2016 〜All Singles +〜』が発売されるまでオールタイム・ベスト等のリリースは無かった[2]。
- Disc1には『夢の続き』、Disc2には『BRAND-NEW DAY』という未発表曲（新曲）が各1曲ずつ収録されている。なお、『BRAND-NEW DAY』は緊急収録とされており、歌詞カードには一切クレジットされていないが、新品購入時の外装に貼られているシールにその旨が記載されている。
- 発売日は本人の30歳の誕生日である。
- 本作の発売日の1999年12月31日に、テレビ朝日系の大晦日年越し番組『24時間地球大騒ぎ!!カウントダウン2000』の一つとして、「大黒摩季 1999-2000 Count Down LIVE」が奈良の東大寺で開催され、上記の「BRAND-NEW DAY」でスタートし、「熱くなれ」「DA・KA・RA」「チョット」「夏が来る」「いちばん近くにいてね」の後、全世界への中継に切り替わり、「ら・ら・ら」の後、カウントダウンを行い、2000年を迎えた直後のBGMに、本作に初CD化として収録された「夢の続き」が流れ、音楽活動を休止した。
- 初動は50万枚を突破し（年末のため実質の店頭到着日は1999年12月24日であり、オリコンでは2週合算の売上）、累積は89万枚に達し、大ヒットアルバムとなっている。
- 香港・台湾では2000年にはユニバーサルミュージック傘下のWhat's Music(上華唱片)より発売された。

## 収録曲
| 全作詞: 大黒摩季。 |                                              |          |          |            |
| #                  | タイトル                                     | 作詞     | 作曲     | 編曲       |
| 1.                 | 「STOP MOTION」                              | 大黒摩季 | 大黒摩季 | 明石昌夫   |
| 2.                 | 「DA・KA・RA」                               | 大黒摩季 | 大黒摩季 | 葉山たけし |
| 3.                 | 「チョット」                                 | 大黒摩季 | 織田哲郎 | 葉山たけし |
| 4.                 | 「別れましょう私から消えましょうあなたから」 | 大黒摩季 | 大黒摩季 | 葉山たけし |
| 5.                 | 「Harlem Night」                             | 大黒摩季 | 大黒摩季 | 葉山たけし |
| 6.                 | 「あなただけ見つめてる」                     | 大黒摩季 | 大黒摩季 | 葉山たけし |
| 7.                 | 「白いGradation」                            | 大黒摩季 | 大黒摩季 | 葉山たけし |
| 8.                 | 「夏が来る」                                 | 大黒摩季 | 大黒摩季 | 葉山たけし |
| 9.                 | 「永遠の夢に向かって」                       | 大黒摩季 | 大黒摩季 | 葉山たけし |
| 10.                | 「ら・ら・ら」                               | 大黒摩季 | 大黒摩季 | 葉山たけし |
| 11.                | 「夢の続き」(未発表曲)                       | 大黒摩季 | 大黒摩季 | 葉山たけし |
| 12.                | 「FIRE (Live Version)」                      | 大黒摩季 | 大黒摩季 | 葉山たけし |
| 13.                | 「I can't stop the rain (Live Version)」     | 大黒摩季 | 大黒摩季 | 葉山たけし |

- 「白いGradation」のシングルバージョンはアルバム初収録。

| 全作詞: 大黒摩季、全編曲: 葉山たけし。 |                                                   |          |          |
| #                                      | タイトル                                          | 作詞     | 作曲     |
| 1.                                     | 「いちばん近くにいてね」                          | 大黒摩季 | 大黒摩季 |
| 2.                                     | 「愛してます」                                    | 大黒摩季 | 大黒摩季 |
| 3.                                     | 「あぁ」                                          | 大黒摩季 | 大黒摩季 |
| 4.                                     | 「熱くなれ」                                      | 大黒摩季 | 大黒摩季 |
| 5.                                     | 「アンバランス」                                  | 大黒摩季 | 大黒摩季 |
| 6.                                     | 「ゲンキダシテ」                                  | 大黒摩季 | 大黒摩季 |
| 7.                                     | 「空 」                                           | 大黒摩季 | 大黒摩季 |
| 8.                                     | 「ネッ! 〜女、情熱〜 」                           | 大黒摩季 | 大黒摩季 |
| 9.                                     | 「太陽の国へ行こうよ すぐに〜空飛ぶ夢に乗って〜」 | 大黒摩季 | 大野愛果 |
| 10.                                    | 「夢なら醒めてよ」                                | 大黒摩季 | 大黒摩季 |
| 11.                                    | 「BRAND-NEW DAY」(未発表曲)                       | 大黒摩季 | 大黒摩季 |
| 12.                                    | 「チョット (Live Version)」                       | 大黒摩季 | 大黒摩季 |
| 13.                                    | 「ら・ら・ら (Live Version)」                     | 大黒摩季 | 大黒摩季 |

- 「熱くなれ」のシングルバージョンはアルバム初収録。
- 「太陽の国へ行こうよ すぐに〜空飛ぶ夢に乗って〜」、「夢なら醒めてよ」はアルバム初収録。

## メディアでの使用
- 夢の続き

テレビ朝日系「カウントダウン2000」テーマ曲
ロッテ「スイカバー」CMソング